# 林口区

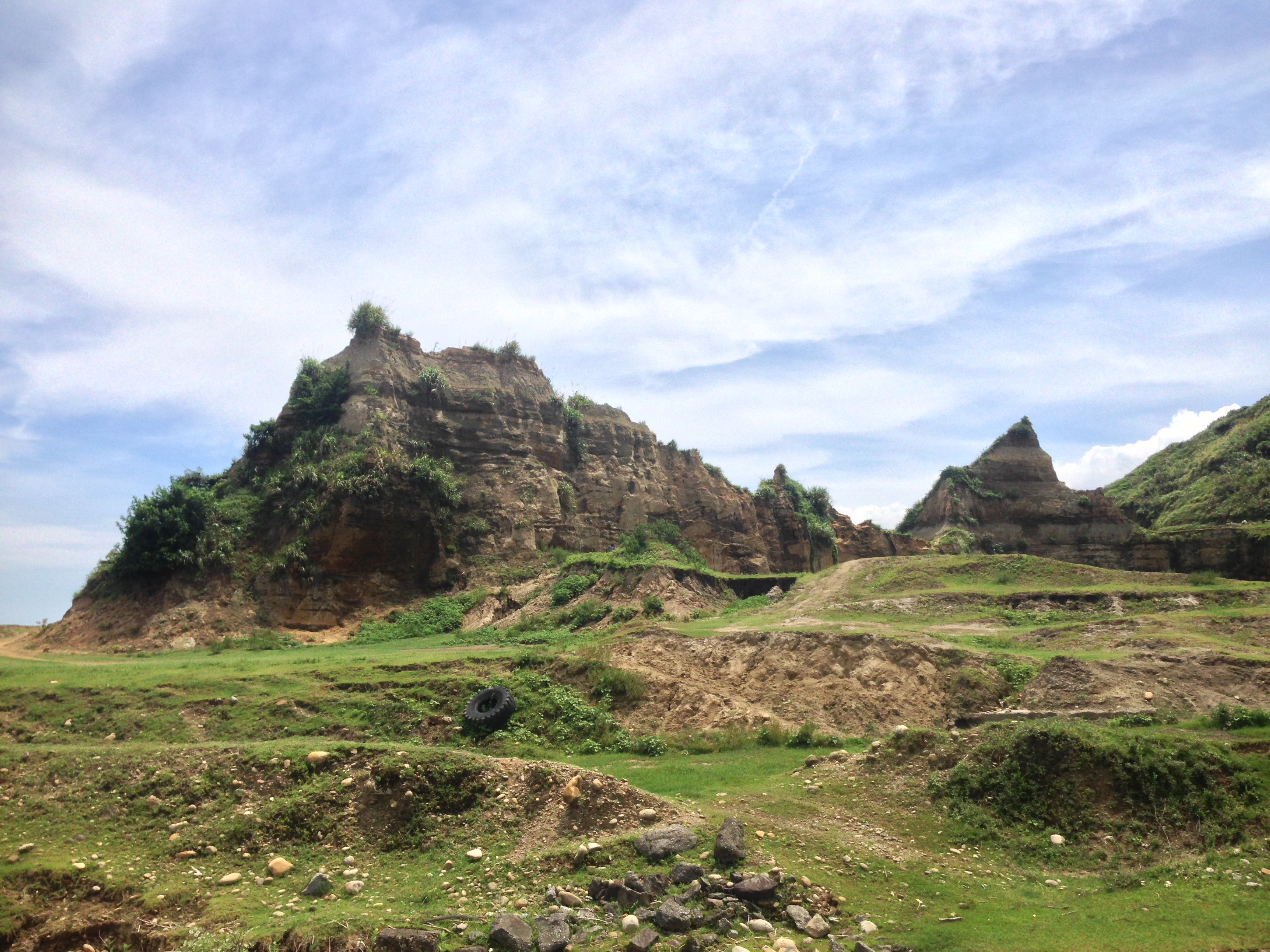
林口大峡谷

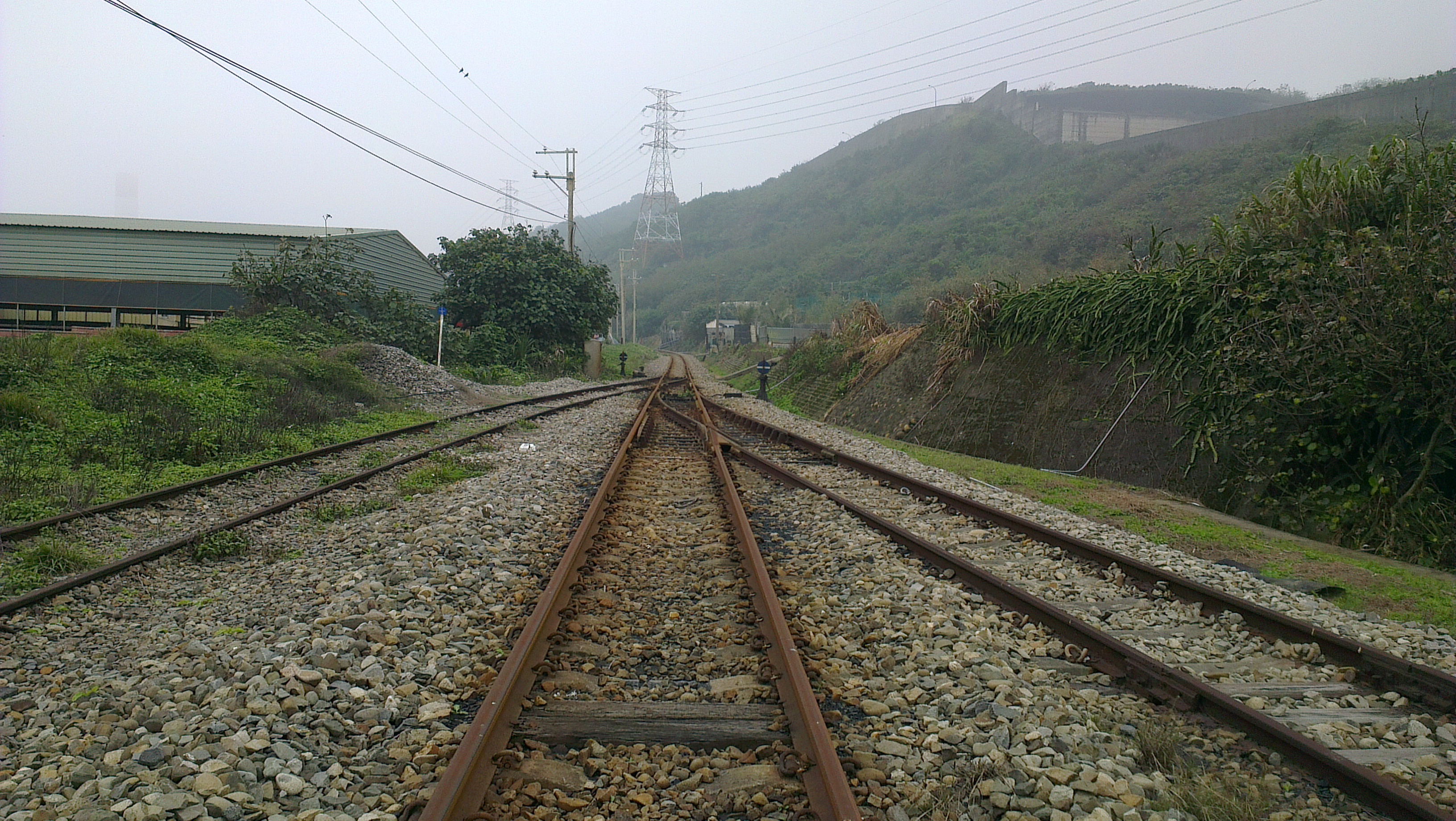
林口線の廃線跡

林口区（リンコウく）は台湾新北市の市轄区。

## 地理
林口は、沿海部の狭い平野部を除いて、大部分が山地に属する郷である。主要な村落は海抜250m以上の林口台地の上に位置する。気象的な特徴として、台北盆地の地勢に起因する冬季の霧がある。最近の記録では2004年から2005年にかけて2ヶ月に亘り霧に覆われた。地質は非常に安定した断層上に位置しており、地震の影響を受けることが少ない地域である。

## 歴史
有史前の遺跡として太平村遺址が見つかっており、古来からの人類の活動の証拠が得られている。1622年以前より原住民のケタガラン族が小番社（集落）を形成して居住していた。明朝時代より鄭成功政権時代にかけては、北路天興県の管轄化とされたが、交通の便がよくなく漢人の入植は進まなかった。清朝初期（1662年～1682年頃）より漢人の台湾北部への入植が進み、大南湾社荘、小南湾社荘などの集落を形成していった。そして嘉慶年間（1735年～1819年）には開発は林口まで伸び闢粉寮、水尾、中湖、頭湖、後湖、竹囲子、新寮などの集落が設置されるに至った。
1895年、日本よる統治が始まると台北県が設置され、林口は淡水支庁の管轄下に置かれた。1898年5月2日には行政改革により滬尾弁務署の管轄化となった。その後も行政改編は続き1901年には弁務署が廃止され台北庁滬尾支庁の管轄となったが、当時の林口は小部落が点在する程度であったが、茶葉栽培を指導する茶葉伝習所が設置されるなど産業振興も実施された。
1909年、滬尾支庁の下に署が設置され、林口の南西部は新荘支庁樹林口区の管轄に、東北部は滬尾庁大南湾区の管轄となった。1920年9月、庁を廃して州を設置し台北州新荘郡林口庄と改編され終戦を迎える。戦後は林口郷と改称され台北県新荘区の管轄となり、1950年8月16日に区が廃止され県の直轄となった。当時の林口郷は7村を擁していたが、1950年代初期に13村に増加し、1978年3月26日に宝斗村が廃止され12村に、2002年2月1日に現在の17村となっている。2010年12月25日には台北県が新北市に改編されたことに伴い林口区と改編され現在に至っている。

## 行政区
| 里 |
| --- |
| 東林里、林口里、西林里、菁湖里、中湖里、湖北里、湖南里、南勢里、東勢里、頂福里、下福里、嘉宝里、瑞平里、太平里、麗林里、仁愛里、麗園里 |

## 交通

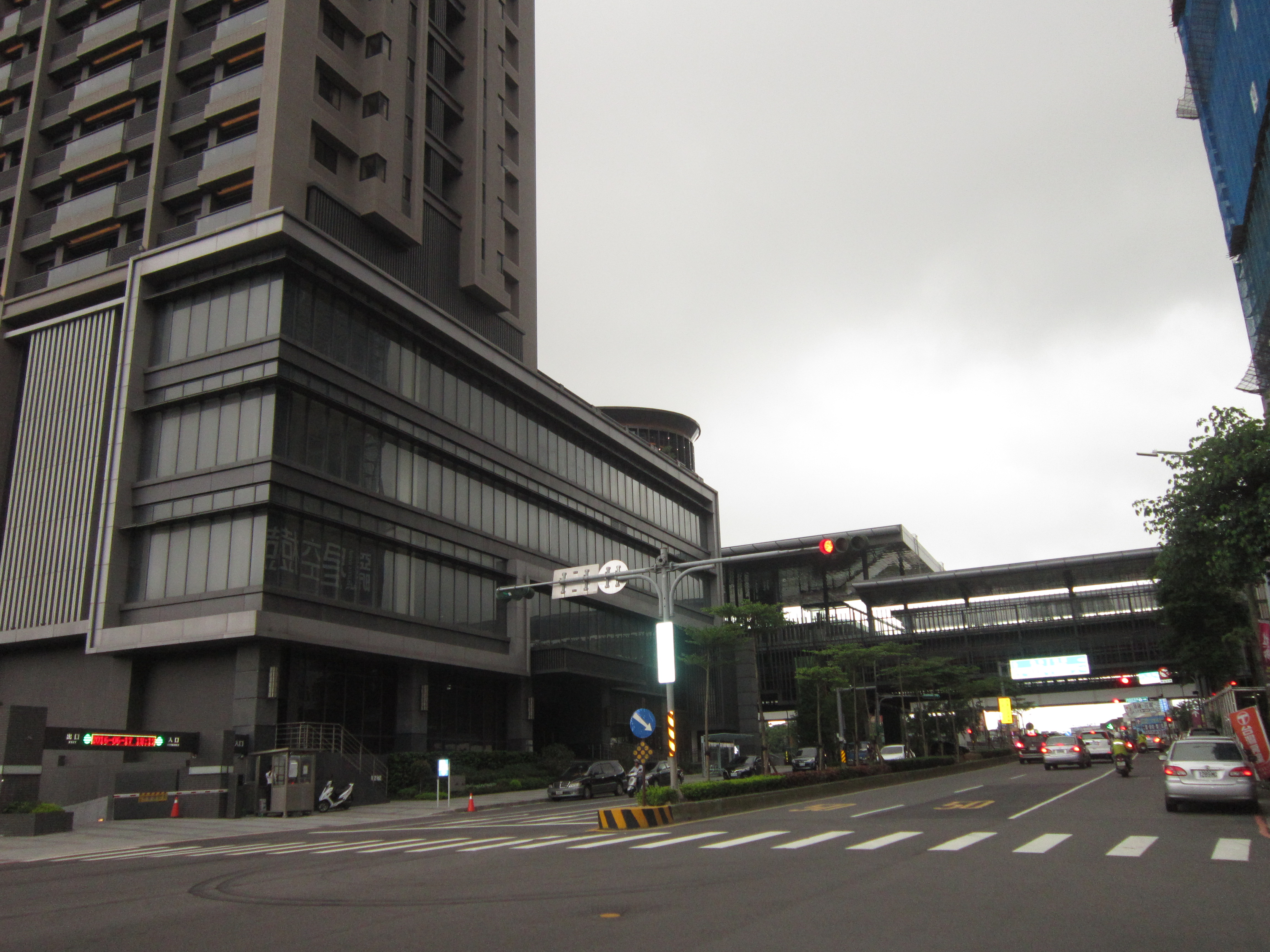
文化三路と桃園機場捷運の林口駅

過去に桃園駅から区北西部の林口火力発電所との間に林口線があったが、2012年に廃止された。
- 高速道路1号林口インターチェンジ
- 三重客運（中国語版）、桃園客運（中国語版）、汎航通運（中国語版）
- 桃園機場捷運林口駅

## 教育

### 大学
- 国立台湾師範大学林口キャンパス

### 技術学院
- 醒吾科技大学

### 高級中学
- 新北市立林口高級中学
- 私立醒吾中学

### 国民中学
- 新北市立林口国民中学
- 新北市立崇林国民中学
- 私立醒吾中学

### 国民小学
| - 新北市立林口国民小学 - 新北市立南勢国民小学 - 新北市立麗園国民小学 | - 新北市立麗林国民小学 - 新北市立嘉宝国民小学 - 新北市立興福国民小学 | - 新北市立瑞平国民小学 |

### 特殊学校
- 国立林口啓智学校

## 観光地

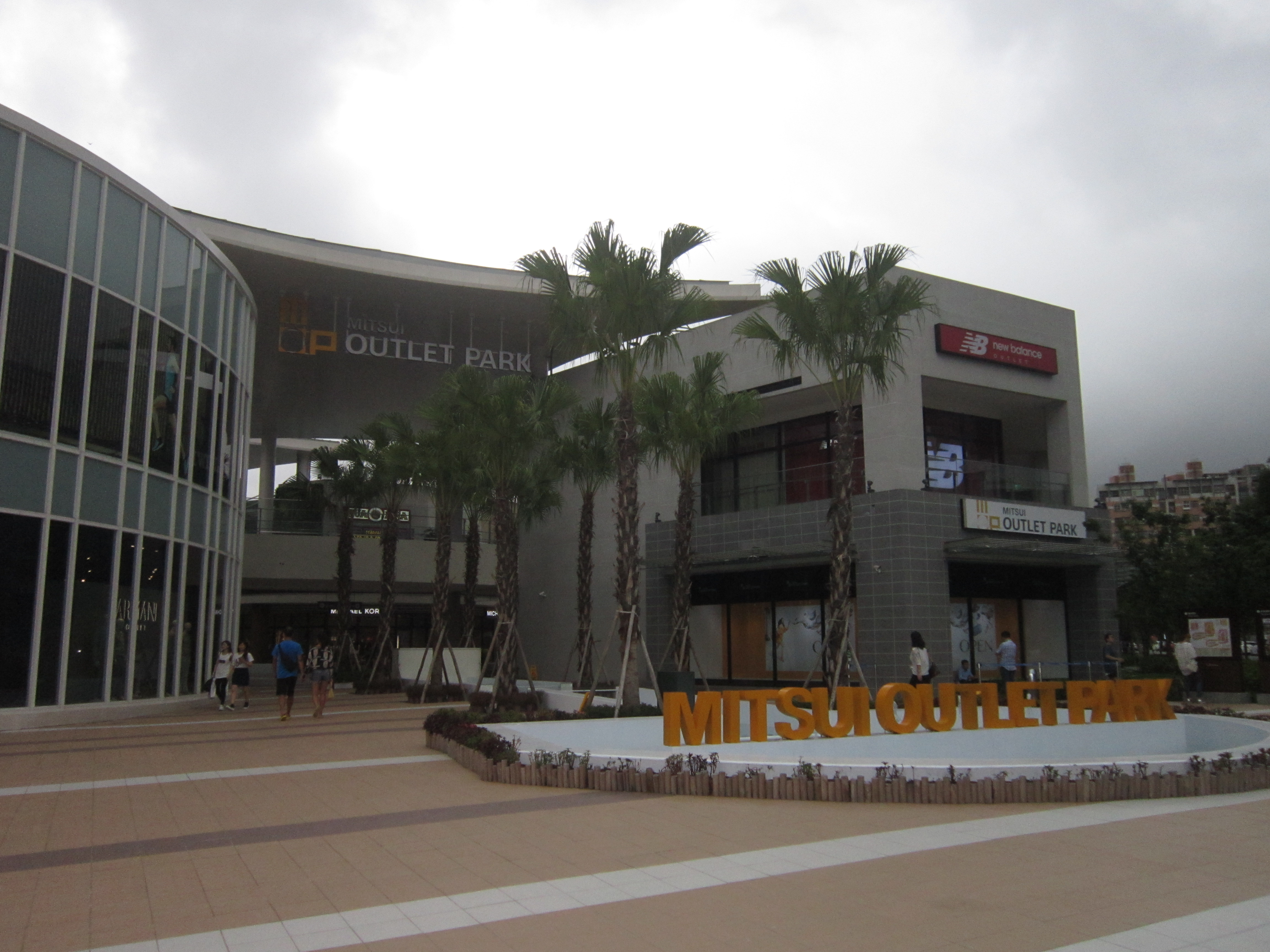
三井アウトレットパーク 台湾林口

- 竹林山観音寺（中国語版）
- 林口カントリークラブ